# Тимошенко, Юрий Владимирович
Юрий Владимирович Тимошенко (укр. Юрій Володимирович Тимошенко; род. 3 апреля 1961, с. Дивное, Апанасенковский район, Ставропольский край) — военнослужащий украинской Национальной гвардии, народный депутат Украины VIII созыва. Являлся кандидатом в президенты Украины на выборах 2019 года.

## Биография
Родился 3 апреля 1961 года в селе Дивное Ставропольского края (СССР, а ныне Российская Федерация). В 1979 году окончил ивано-франковское кооперативное профессионально-техническое училище, специальность: продавец-консультант.
- Август 1982 — январь 1983: Коломыйское управление общественного питания — экспедитор торгового отдела;
- Февраль 1983 — май 1985: Главное управление торговли Министерства обороны СССР, военторг № 174 — экспедитор;
- Июнь 1985 — октябрь 1985: колхоз им. XXII съезда КПСС — работа по договору, ремонтные работы;
- Ноябрь 1985 — ноябрь 1986 — временно не работал;
- Декабрь 1986 — апрель 1988: колхоз «Октябрь» Борщевского района Тернопольской обл. — рабочий цеха подсобных промыслов;
- Апрель 1988 — декабрь 1989: колхоз «Путь Ленина» — маляр-высотник;
- 1989—1993: кооператив «Строитель» — маляр-высотник;
- 2006—2013: ООО «Украинская издательская союз» — работал на общественных началах водителем-экспедитором;

С мая 2014 года — гвардеец Первого батальона оперативного назначения имени генерала Кульчицкого Национальной гвардии.
26 мая 2016 года Юрий Тимошенко заявил, что поддержит все законопроекты авторства Надежды Савченко, но уже менее чем через год, 18 мая 2017 года, он проголосовал против «закона Савченко».
21 марта 2017 года Тимошенко заявил, что будет против снятия Егора Соболева с должности, а уже в декабре поставил подпись под процедурой отзыва Соболева с должности председателя парламентского комитета по противодействию коррупции.
9 февраля 2018 года Юрий Тимошенко высказался в поддержку обвиняемых в убийстве Олеся Бузины и считает их героями, а матери Бузины сказал, что ей должно быть стыдно за своего сына.
1 ноября 2018 года были введены российские санкции против 322 граждан Украины, включая Юрия Тимошенко.

## Общественно-политическая деятельность
Принимал активное участие во всех исторических событиях национально-освободительной борьбы на Прикарпатье с июня 1989 года, в составе «Украинского Хельсинкского союза», соучредитель общества «Мемориал» в 1989 году в Коломыи, и участник, всех его раскопок, член Коломыйского братства воинов ОУН-УПА, член ГФзОГП Коломыйское МРО «Народная самооборона Коломыйщины». Член Политической партии «Народный фронт».

## Семья
- жена — Тимошенко Зоряна Ивановна,
- сын — Тимошенко Валерий Юрьевич,
- дочь — Тимошенко Марьяна Юрьевна,
- дочь — Тимошенко Любава Юрьевна,
- сын — Тимошенко Нестор Юрьевич.

## Отличия и награды
- Наградное оружие — пистолет «Форт-17» (17 февраля 2015)[6].
- Знак отличия президента Украины — юбилейная медаль «25 лет независимости Украины» (2016)[7].